# Zone rouge (séquelles de guerre)
Pour les articles homonymes, voir Zone rouge.
 (novembre 2022).
 (mai 2023).

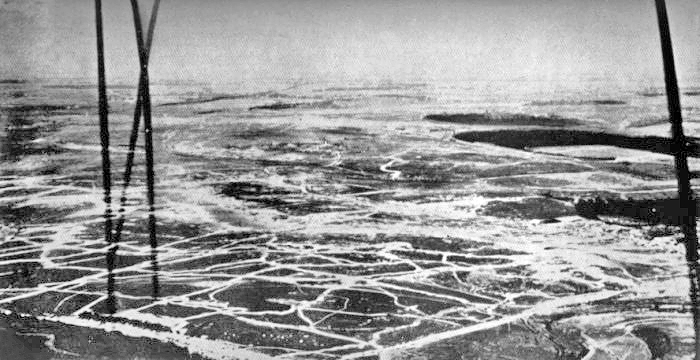
Bataille de la Somme, juillet 1916, vue d'un ballon britannique attaché près de Bécourt (entre La Boisselle et Fricourt). La vue est orientée « nord-est » vers Bapaume. Les secteurs foncés à droite sont les bois de Fricourt, Mametz et Bazentin. Le front britannique est au premier plan inférieur. La ligne de front allemande est la ligne brouillée au centre de la photo, après un pilonnage de l'artillerie britannique. La voie romaine d'Albert à Bapaume est la diagonale sombre à peine visible en haut à gauche.

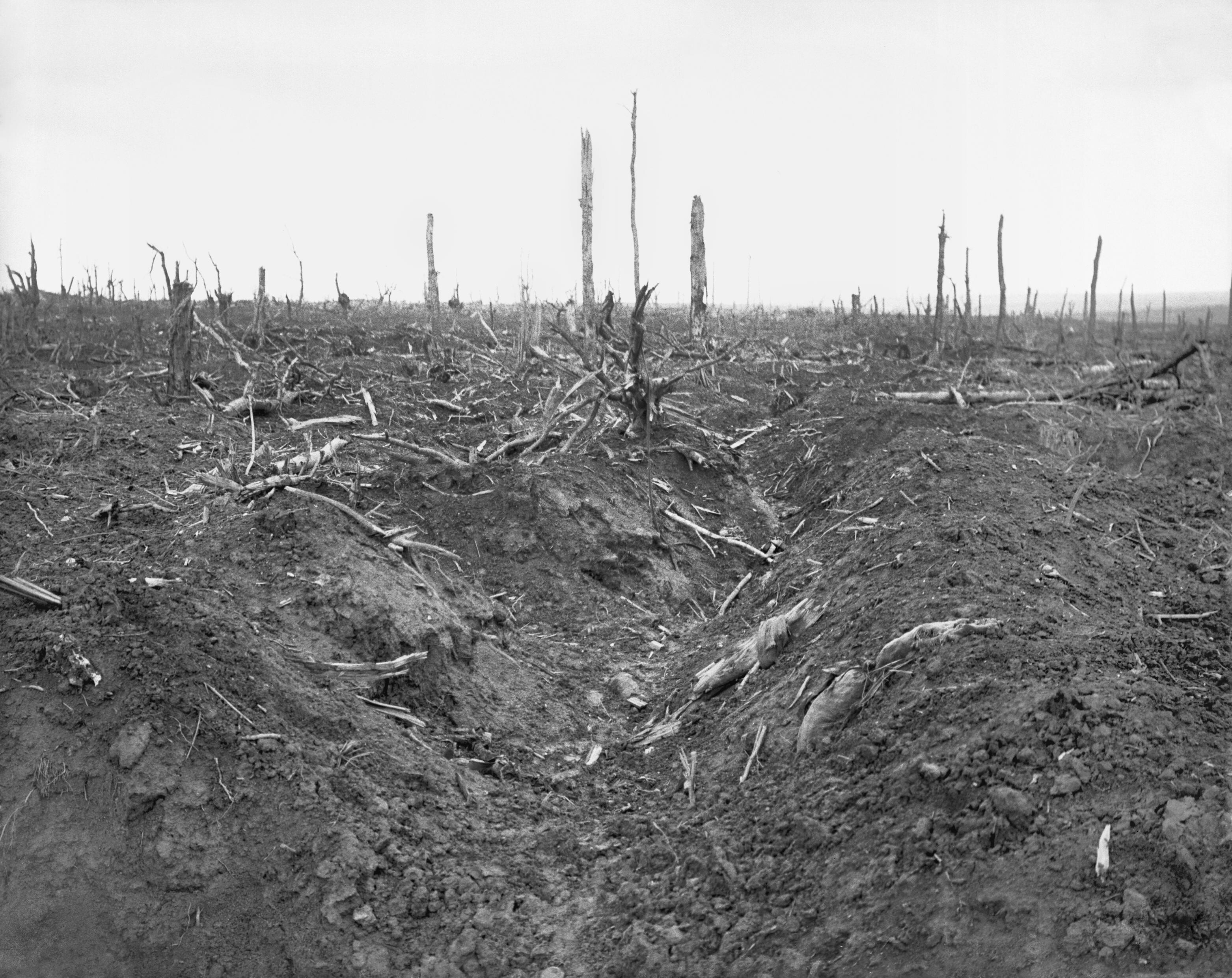
Restes d'une tranchée allemande et du bois Delville près de Longueval (département de la Somme, France).

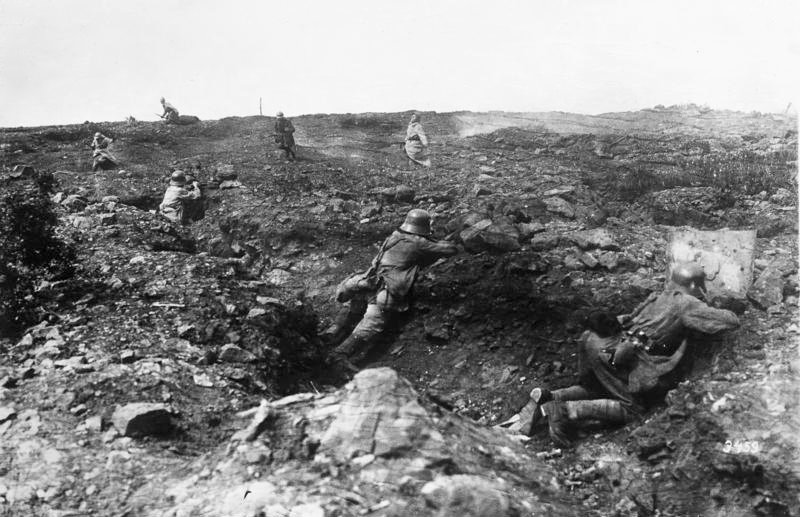
Photographie d'un combat entre soldats allemands et français dans un paysage dévasté creusé de tranchées sommaires, dans le Nord de la France. Bien que la photo soit datée du début de l'été (21 juin 1917), aucune plante n'est visible sur le sol labouré par les obus et les grenades.

Zone rouge est le nom donné en France à environ 120 000 hectares de champ de bataille où, à cause de dégâts physiques majeurs sur le milieu pendant la Première Guerre mondiale et en raison de la présence de milliers de cadavres et de millions de munitions non explosées, certaines activités ont été provisoirement ou définitivement interdites par la loi. Alors que la période du tout début de la reconstruction est relativement pauvre en archives, la seule existence de ce zonage permet d’appréhender la difficulté et les enjeux de la reconstruction.
Le traitement de la zone rouge a nécessité de :
- exhumer des milliers de cadavres et de restes humains, qui furent — quand leur état le permettait — transportés dans les cimetières, nécropoles ou ossuaires ;
- traiter les cadavres d’animaux qui contaminaient les eaux de nappes et de surface ; c’est à cette époque qu’a été étendue la chloration de l’eau par chlore gazeux, alors dite « verdunisation », technique qui avait été expérimentée à Paris en 1911 ; on invente aussi les premières techniques de dépollution et restauration de sols à grande échelle et localement d’inertage, sans encore les nommer ainsi ;
- pratiquer le désobusage.

Avec le temps, la surface de la zone rouge a été réduite, mais elle n'a pas disparu. Les zones officiellement reconnues concernées par les dégâts de guerre couvraient 11 départements et plusieurs centaines de milliers d'hectares.

## Contexte historique
La Première Guerre mondiale ayant inauguré l’utilisation massive de munitions industriellement produites, elle a laissé en France, en Belgique et en Allemagne de graves séquelles physiques, chimiques et écotoxicologiques. En France, où se sont concentrés les combats, la destruction était quasi totale sur 7 % du territoire métropolitain. Ces dégâts ont induit des réformes importantes, notamment du droit de la guerre.
Dès 1914, l’État français, par une décision votée à l'unanimité, s’était engagé à dédommager intégralement ceux qui subiraient des dommages de guerre (circulaire du 27 octobre 1914). Cinq mois après l’armistice de 1918, après de longues discussions entre sénateurs et députés, la loi du 17 avril 1919 sur les dommages de guerre a autorisé l'État à préempter et acheter les sols qui semblaient ne pas pouvoir être rapidement ou définitivement réhabilités. Le gouvernement Clemenceau a demandé aux préfets, via la circulaire no 983 du 10 juin 1921 relative au mode de rachat et d'utilisation de la zone rouge, d'exproprier et dédommager les propriétaires ou ayants droit. Ceci a été fait sous le contrôle des préfets, avec les services intéressés, dont la Direction des services agricoles, la Conservation des Forêts, le Génie rural, etc.
Une partie des militaria enfouis, abandonnés ou perdus sur la zone rouge est source d’une pollution chronique importante, qui s’ajoute à celle des retombées atmosphériques qui ont suivi les tirs, explosions, usage de gaz de combat et les nombreux incendies, le tout aboutissant à une concentration considérable de polluants dans cette zone et aux alentours. Le contenu des armes chimiques, et les métaux lourds vaporisés par les munitions conventionnelles (au tir ou à l'impact), dont le plomb des shrapnels et le mercure constituant à cette époque les amorces de douilles et d'obus sont a priori les plus préoccupants pour le long terme, car non dégradables.
Après l'armistice, le désobusage s’est traduit par le pétardage in situ de quantités d’obus et autres munitions non éclatées, ainsi que par des enfouissements sauvages ou le démantèlement très artisanal d’obus chimiques pour en récupérer les métaux après en avoir simplement brûlé, dans des incinérateurs de fortune, ou vidé sur place, le contenu.
Plus grave, une immense source de pollution différée a été constituée par la décharge en mer de dizaines de milliers de tonnes de munitions (35 000 tonnes, rien que devant la plage de Zeebruges, à quelques mètres de profondeur, pour des obus récupérés en Belgique et peut-être dans le Nord de la France). Le rejet en mer, y compris d'armes chimiques, sera à nouveau massivement pratiqué après 1945.
Quatre-vingt-dix ans après la guerre, des anomalies écologiques persistent dans les onze départements de la zone rouge (sur deux régions). Les zones bleues et jaunes peuvent aussi être localement concernées, par exemple sur les lieux de destruction de dépôts de munitions, de carburants, d’usines chimiques ou métallurgiques, mais, ce sont les départements de la zone rouge et notamment la Meuse, le Pas-de-Calais, le Nord et la Somme qui sont de loin les plus touchés. Les spécialistes y notent encore une moindre présence et une moindre diversité de champignons, lichens, nombreuses plantes et animaux. Cette régression est pour partie due à d’autres facteurs (agriculture, fragmentation éco-paysagère, pollution industrielle et urbaine, etc.), mais la question des séquelles écologiques de la guerre 1914-1918 reste posée.

## Classification, révisée en plusieurs étapes

Cartographie des zones vertes, rouges et jaunes telles que décidées ou négociées après la fin de la Première Guerre mondiale (d'après Guicherd, J., & Matriot, C. (1921). La terre des régions dévastées'. Journal d'Agriculture Pratique, 34, 154-6.).

Dans un premier temps, le zonage a été établi sur cartes, selon l’importance des impacts estimés.
Les territoires victimes de dommages ont été classés en 3 catégories, dites zones rouges, jaunes et vertes en raison des couleurs les représentant sur la carte. Après avoir dressé des cartographies départementales zonales, avec les maires, les survivants ou prisonniers fraîchement rentrés dans les villages, les services de l'État ont décidé des « modes d'utilisation » de la zone rouge, portés sur des plans directeurs à 1/10 000.
La carte a ensuite été révisée et modifiée ; entre 1918 et 1923, certaines zones ont augmenté alors que d'autres diminuaient.

### Zones rouges, vertes et jaunes
Fin 1918, 4 000 communes sont dévastées ou dégradées sur 3 337 000 ha dans dix départements.
En 1919, dans le cadre de la reconstruction le « ministère des Régions libérées », en lien avec le ministère des Armées, a produit une cartographie en trois niveaux de séquelles, représentés par trois couleurs.
1. Zones vertes : caractérisées par des dégâts moyens, ce sont les zones de passage ou de stationnement des armées, avec d’éventuels restes de dépôts de munitions, de matériels, casemates ou déchets divers.
2. Zones jaunes : ce sont les zones brièvement ou ponctuellement touchées par les combats, généralement derrière les lignes de front ou éloignées, où les infrastructures routières sont à peu près fonctionnelles après l’armistice, malgré les tranchées, les trous d’obus ou des sols localement criblés de projectiles « souvent non éclatés ».
3. Zones rouges : ce sont les zones correspondant aux lignes de front des armées où sont concentrés les dégâts majeurs. Les sols y sont bouleversés et les infrastructures routières, ferroviaires, industrielles, ainsi que ponts, ports et canaux, y sont généralement totalement détruits (la dénomination de zone rouge n’a donc pas pour origine principale le sang versé, ni le rouge des coquelicots qui poussaient sur la terre labourée et cent fois retournée par les obus, elle les évoque néanmoins inévitablement dans l’esprit de l’époque).

### Processus continu
Les zones jaunes et vertes ont été nettoyées, déblayées de la plus grande partie des militaria et ruines de guerre, et rendues à la vie civile et aux cultures. Il a été tenu compte des dangers d'explosion et de fuites de munitions chimiques, mais pratiquement jamais des dangers liés aux contaminations multiples. À titre d'exemple, on a largement et très tôt récupéré le cuivre des munitions, mais laissé les millions de billes de plomb éparpillées par les obus shrapnels. La composition du sol est donc modifiée, au regard des contaminants chimiques soumis à des normes, pour 10 000 ans au moins (le plomb, le mercure et le zinc ne sont pas biodégradables). Ceci n’exclut pas que des productions alimentaires respectant les normes en vigueur puissent être faites, mais le droit français et européen demande que les producteurs, avec l'accompagnement nécessaire, soient organisés pour prouver la conformité par des faits (analyses, certifications) de manière à pouvoir assurer la sécurité et l’information des consommateurs ; ce qui ne semble pas à ce jour avoir été fait ; une des explications pouvant être la pratique systématique du déni, en dépit d'engagements européens en matière d'accès à l'information en matière d'environnement[réf. nécessaire].
Certaines parties de la zone rouge n’ont jamais pu être nettoyées, ou ne l’ont été que très superficiellement. Elles ont été boisées avec parfois une mise en interdit pour des raisons de danger, ou comme site de mémoire (près de Verdun ou de Vimy). Ailleurs, certaines parcelles ont été rapidement rendues à la culture, voire à l’élevage ; par exemple : la première porcherie industrielle de France, encore expérimentale est construite en 1928-1929 sur le « Domaine de Molleville », à Consenvoye, près de Verdun, sur 25 ha sur un sol auparavant criblé de trous d’obus, après traitement du sol par amendements chimiques (déchets industriels en réalité). Ce lieu qui a produit une partie de l'élite de la génétique porcine de l'époque, donc de la « reconstruction », est un bon exemple de la non-prise en compte à l'époque des problèmes de contamination. Cette exploitation est aujourd'hui devenue une ferme céréalière.
Des parcelles ont été rendues à la culture jusqu’en 1976, au moins superficiellement déminées et nettoyées. Chaque année, des centaines de milliers d'obus et autres munitions sont encore mis au jour, par hasard, lors des labours ou de travaux, et le seront longtemps encore (durant 700 ans environ au rythme actuel de déminage, selon la Sécurité civile). Des sites du patrimoine militaire autrefois situés en zone rouge doivent encore être plus ou moins superficiellement dépollués avant d’être rendus ou vendus à des collectivités ou ouvertes au public telle une partie du site du mémorial de Vimy.
Le périmètre de la zone rouge a été fortement révisé dans les cinq ans qui ont suivi l'armistice, parfois à la hausse, et parfois à la baisse et sur des critères qui ont varié selon les régions et les pressions de la coterie agricole. Cette dernière, dès 1918 pressait en effet la chambre des députés de sortir les bonnes terres agricoles du Pas-de-Calais de la zone rouge pour être autorisée à les remettre en culture. Ainsi la zone rouge a-t-elle grandi dans le département de la Meuse (de 12 000 ha à 19 000 ha de 1919 à 1923) alors qu'elle diminuait fortement dans le Pas-de-Calais (de 26 000 ha en 1919 à seulement 472 ha en 1923) où la pression des agriculteurs pour récupérer la terre était plus forte.

## Séquelles environnementales persistantes
Pour l’œil averti, un premier indice de pollution est l'abondance de billes de plomb (parfois en cours de délitement). Ces billes ont été projetées par les obus shrapnels dans les sols ou à leur surface. S'y ajoute la présence relictuelle de millions de balles, d’obus chimiques ou classiques, et d’autres militaria (restes de guerre) toxiques, plus discrète mais écotoxicologiquement également préoccupante.
Les munitions ont été mieux récupérées en surface, notamment pour répondre aux besoins en métaux générés par la reconstruction mais — le détecteur de métaux n'ayant été inventé et commercialisé que dans les années 1930 — la plupart des munitions conventionnelles ou chimiques enfouies ou immergées dans les lacs ou mares le sont restées, soumises à une lente et inéluctable corrosion.
Très localement des pollutions majeures subsistent, en Belgique, près d'Ypres en Flandre belge, ou en France comme sur le site meusien (en plaine de Woëvre) dit « place à gaz ». Ce site récemment « redécouvert » est en cours d’étude et en cours de traitement depuis 2004. Plus de 99 % des espèces animales du sol et des végétaux continuent à mourir depuis 80 ans en raison de taux extrêmement élevés de métaux lourds. Après 80 ans de lessivage vers les nappes, l'arsenic y constitue encore jusqu'à 17 % du poids du sol, avec des taux mille à dix mille fois plus élevés que ceux habituellement relevés dans les zones rouges. Il provient d'arsines issues de munitions chimiques et incinérées sur place. Environ 200 000 obus chimiques y auraient été démontés et « traités » dans les années 1920 par un ferrailleur habilité par le ministère de la Guerre,.
Ailleurs, le couvert forestier s’est facilement reconstitué, les racines pénétrant facilement les sols disloqués et retournés par les obus, après un stade pionnier de germination des messicoles (bleuet, coquelicot, matricaire). Certaines plantes de la flore obsidionale se spécialisent dans ce type de conditions de vie. Dans les zones agricoles ouvertes (prairies, bocage) la diversité en plantes, insectes, animaux et champignons semble anormalement basse. Quelques indices laissent craindre que les champignons y soient souvent contaminés par les métaux lourds, de même qu’en forêt. Des taux de plomb anormalement élevés ont été mesurés dans les foies des sangliers aux environs de Verdun, plus élevés qu’ailleurs dans la région, elle-même plus touchée que d’autres. Le bois tiré des arbres lui-même pourrait avoir absorbé et stocké certains composés toxiques. Des études sur la mobilité des résidus d'arsines ont été entreprises à partir de 4 zones de démantèlement d'obus hautement contaminées par l'arsenic (de 1937 à 72 820 mg par kg de sol tamisé) mais aussi par le zinc (jusqu'à 90 190 mg/kg), le cuivre (jusqu'à 9 113 mg/kg) et le plomb (jusqu'à 5 777 mg/kg) sur des sites où par chance le sol présentait une teneur élevée en argile et où le bois qui a servi a brûler l'arsine a laissé une grande quantité de charbon de bois sur lequel les métaux ont pu s'adsorber et donc moins circuler dans l'environnement.

## Activités autorisées en zone rouge
Les Plans directeurs départementaux indiquent les zones susceptibles d'être reboisées (teinte verte), celles pouvant être remise en état de culture par les moyens ordinaires et par des moyens mécaniques puissants (teinte bistre) et enfin la zone à conserver comme vestiges de guerre (teinte jaune). Des rapports de la Conservation des Forêts et de la Direction des Services agricoles détaillent et justifient ces projets.
Seules quelques activités sont autorisées en zone rouge :
- la sylviculture (forêt domaniale) en région de Verdun, autour du mémorial de Vimy, dans le Pas-de-Calais ;
- des activités militaires, dont celles du camp militaire de Suippes implanté sur les ruines de cinq villages : Tahure, Ripont, Les Hurlus, Perthes, Le Mesnil, dont un champ de tir en zone de mémoire ;
- le tourisme de mémoire et culturel.

L’agriculture y a été et y reste interdite (théoriquement, car dans les années 2000, on trouve encore des zones de fauches, d’agrainage et de cultures cynégétiques en pleine zone rouge). Elle est interdite en raison des risques liés aux munitions non explosées ou aux résidus toxiques de munitions explosées, ferrailles, barbelés, sapes, risques liés aux résidus chimiques et après guerre aux cadavres humains, etc.
Concernant ces cadavres, dès août 1925, les corps provenant des nombreux petits cimetières autour de Verdun ont été transportés dans la Nécropole nationale de Verdun (à partir du cimetière désaffecté de Fleury fin 1925, et de celui de la Fontaine de Tavannes fin 1926 puis de celui du Bois Contant), tout en recueillant les dépouilles humaines découvertes lors du nettoyage de la « zone rouge » (jusqu'à 500 par mois, dont un peu plus de la moitié ont pu être identifiés dans les dix ans qui ont suivi l’armistice ; le soldat Albert Dadure est le plus récent exhumé identifié en avril 2012 à Massiges dans la Marne).
Les cadavres animaux ont été enfouis ou brûlés lors de la première période, et se sont ensuite décomposés dans le sol, avec les polluants qui avaient pu les contaminer le cas échéant.
Les militaria ont été enlevées, souvent par les habitants eux-mêmes ou par des prisonniers, des travailleurs étrangers (chinois ou européens), des volontaires (quakers) et les démineurs français, assistés de sociétés ayant obtenu une concession officielle pour la récupération des métaux. Une grande partie des métaux récupérés a fait l’objet d’un commerce alimenté par les besoins urgents de la reconstruction.

## Localisation
Treize départements étaient classés (pour tout ou partie) en zone rouge en 1919 :
1. Nord,
2. Pas-de-Calais,
3. Somme,
4. Oise,
5. Seine-et-Marne,
6. Aisne,
7. Ardennes,
8. Marne,
9. Meuse,
10. Vosges,
11. Meurthe-et-Moselle,
12. Moselle,
13. Haut-Rhin,
14. Bas-Rhin.

La région industrielle du Nord-Pas-de-Calais était dévastée, classée en 1919 en zone rouge ou jaune pour environ les deux tiers de sa surface.
Plus à l’est, le secteur de Verdun qui, sur une surface relativement restreinte, aurait reçu plus de  60 millions d’obus dont au moins  15 millions n’ont pas explosé, a été classé en « zone rouge » (d’où la présence de massifs forestiers importants). À raison de 2 g de fulminate de mercure par amorce (1 g de mercure pur) et de deux amorces par obus + douille, on peut estimer que 90 tonnes de mercure ont pollué les masses d’air et le sol et l’eau sur le seul secteur de la bataille de Verdun.

### Aisne
Dans l'Aisne, les commissions cantonales classent plus de 19 000 ha de terres en zone rouge en 1919. Ces terrains ravagés par les combats sont situés sur l'ensemble du Chemin des Dames, mais aussi dans le Soissonnais et le Vermandois. En raison de leurs potentialités agricoles, ces terres sont progressivement remises en culture. En 1927, la zone rouge de l'Aisne se stabilise à 717 ha à l'est du Chemin des Dames (plateau de Californie).

### Somme
Initialement, l'État avait prévu de constituer une zone rouge de 28 000 ha à laisser en friche ou à planter d'arbres. La volonté des propriétaires de pouvoir reconstituer leur exploitation agricole fit plier le gouvernement. En 1922, la zone rouge de la Somme fut réduite à 4 000 ha, à 1 000 ha en 1924 pour finalement atteindre, en 1927, 400 ha sur les communes de Frise, Beaumont-Hamel et Thiepval.
De nombreux obus trouvés après 1945 par les démineurs ont été détruits par pétardage en baie de Somme, dans l’estuaire.

### Pas-de-Calais

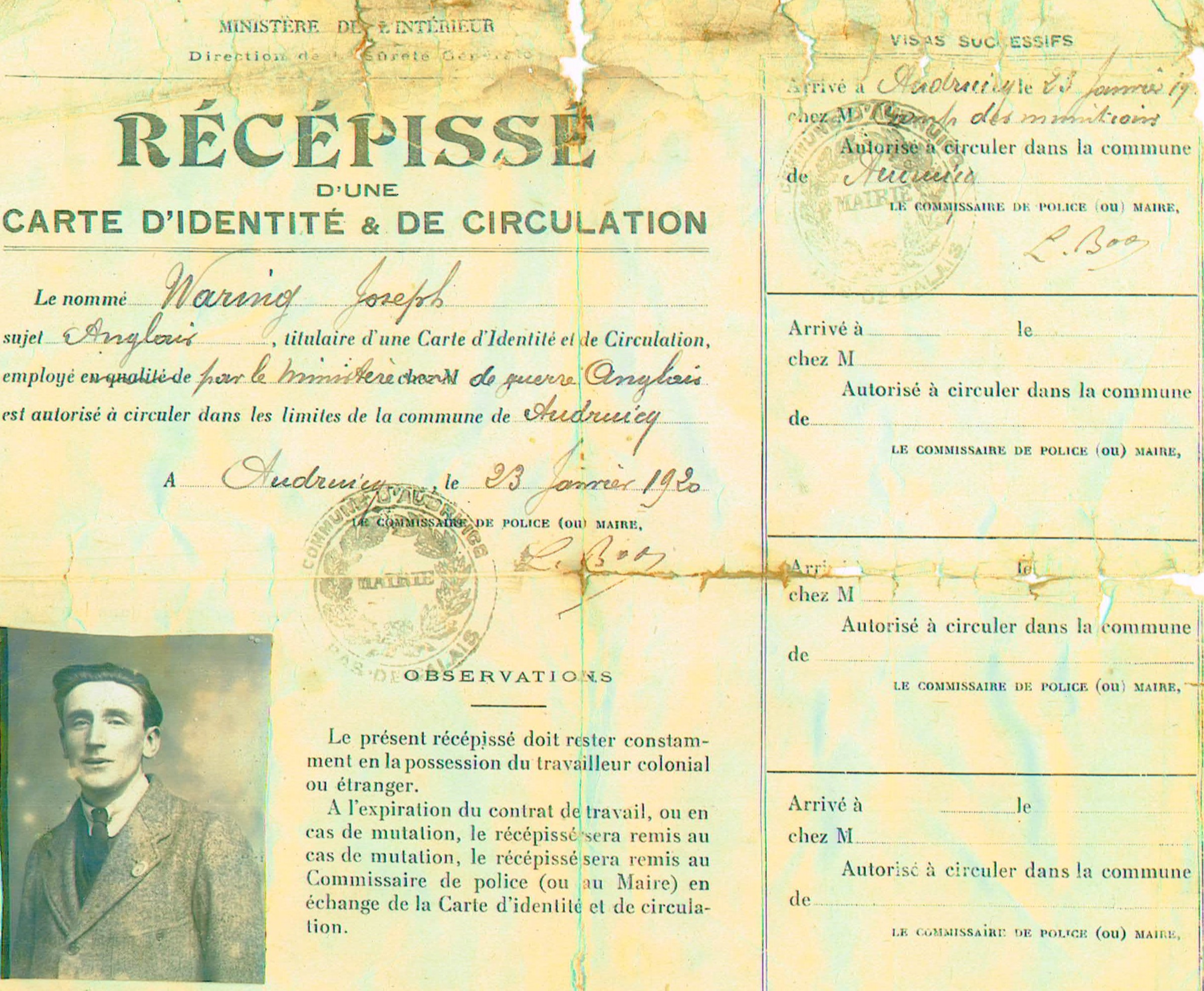
Permis de circulation d'un démineur britannique en 1920.

À Vimy, des obus au gaz récupérés après 1918 ont été stockés en plein air et on a pu constater qu'ils s'étaient fortement dégradés, nécessitant leur déplacement au camp de Suippes dans des camions blindés et réfrigérés.
Les plages furent l'objet d'un déminage en collaboration avec le ministère de guerre britannique.

### Pollution des eaux
Les eaux de percolation et les fleuves traversant ces zones sont ou ont été très probablement modifiés dans leur composition, voire gravement pollués. Il est plausible et probable que via des bras-morts pollués lors du conflit ou comblés avec des militaria (dont des obus non explosés), les sols ainsi que les sédiments de canaux ou de fleuves (Somme, Escaut, Scarpe, Yser) soient encore localement dangereux des suites de cette guerre.
La Champagne et le Nord-Pas-de-Calais furent le théâtre d’occupations et de violents combats en 1814, 1815, 1870-1871, 1914-1918 et 1940 et 1944 où cependant les armes chimiques n'ont pas ou très peu été utilisées en dépit de stocks très importants accumulés par les belligérants (ypérite, phosgène, etc.) Il semble que les Allemands auraient pu avoir récupéré une partie des munitions toxiques produites en France pendant  20 ans, entre 1919 et 1939, ou que des munitions aient rapidement été cachées pour ne pas tomber aux mains de l’ennemi.

## La reconstruction

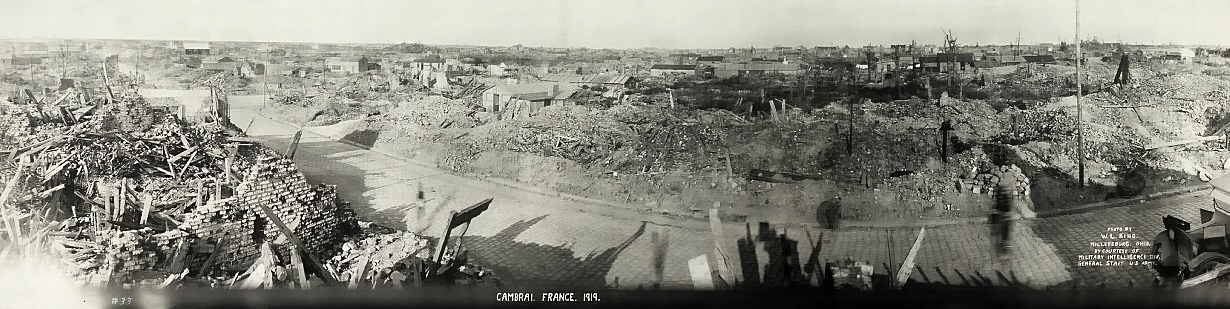
Cambrai après plusieurs mois de nettoyage, en 1919.

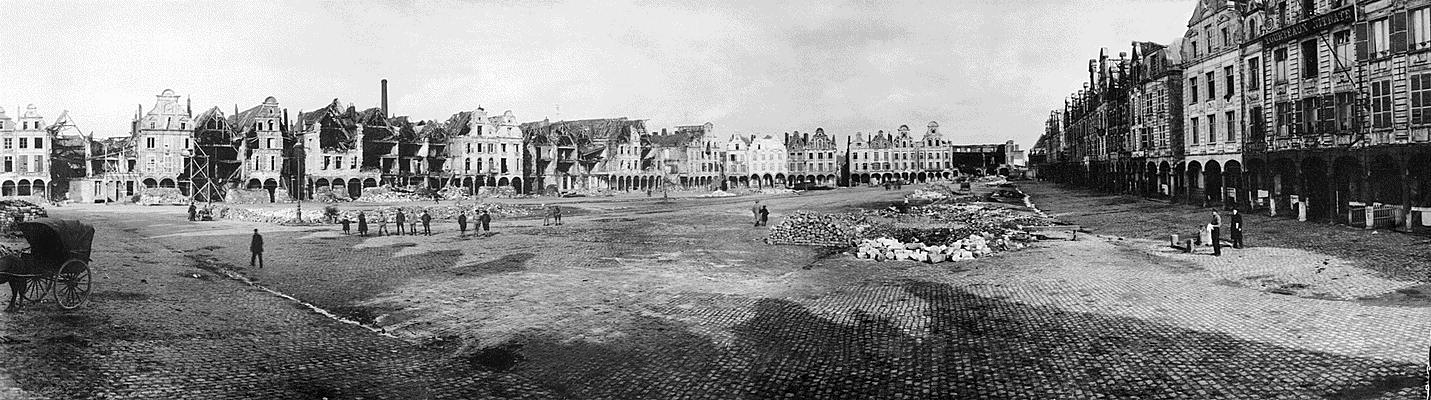
Arras, bien que proche du front a été relativement épargnée par rapport à d'autres villes comme Bailleul ou La Bassée qui ont été quasiment rasées. Verdun a marqué les esprits, mais de nombreuses villes du Nord et de la Somme ont dû être reconstruites, parfois entièrement.

Dans la zone rouge, la reconstruction doit faire face aux bouleversements du sol, à la présence de cavités (tunnels, sapes…), de projectiles non éclatés, au manque d’argent, de moyens et de main-d’œuvre valide ou disponible. Le premier travail consiste à dégager les routes et à combler les marmites et trous d'obus. Les cadavres sont présents jusqu’à plusieurs mètres de profondeur dans les sols. Le désobusage et une remise en état y auraient nécessité bien plus d’argent que la valeur foncière des sols, dont certains seront longtemps inaptes à l’agriculture. C’est ce qui a justifié leur achat par l’État.
Un tourisme de mémoire s’est spontanément constitué dès la fin 1918, les familles voulant voir le lieu des combats et souvent de la mort des leurs. Les poilus organisés en associations d’anciens combattants et de nombreuses familles ont par ailleurs souhaité que soit conservé le témoignage physique de certains lieux devenus « sacrés », dont le sol contenait un grand nombre de corps non récupérables du fait de leur profondeur ou parce que déchiquetés par les explosions.
L’État, les collectivités et les Eaux et Forêts ont donc procédé à des aménagements différenciés de la zone rouge, sous l’autorité de l’industriel roubaisien Louis Loucheur (polytechnicien, ex-ingénieur de la construction des chemins de fer du Nord, spécialiste du ciment armé et impliqué dans le secteur de l'armement). Déjà Ministre de l'Armement et des Fabrications de guerre, il est nommé quinze jours après l’armistice, le 26 novembre 1918, Ministre de l'Armement, des Fabrications de guerre et de la Reconstitution industrielle, qu'il restera jusqu'au 20 janvier 1920. C’est à cette époque, début 1919, que les rapports archivés des sous-préfets et préfets du Nord et du Pas-de-Calais au ministère de l’Intérieur cessent brutalement d’évoquer le problème des énormes quantités de munitions non explosées laissées par la guerre, dont le traitement est confié aux forces britanniques encore présentes dans le Nord de la France. Dans les rapports des mois précédents, ce problème était présenté comme le premier problème avec le manque de charbon, de papier et carton bitumés.
Loucheur conseille Clemenceau à la conférence de la Paix de janvier 1919, pour la négociation du traité de Versailles et négocie directement avec Lloyd George, avant d’être nommé ministre aux Régions libérées dans le sixième gouvernement Briand (16 janvier 1921 au 15 janvier 1922) où il a encore à suivre le problème des séquelles de guerre, notamment l'été et l'automne 1921, lors de la négociation à Wiesbaden avec Rathenau de la question des réparations allemandes. Élu député de la circonscription d’Avesnes-sur-Helpe (Nord) en novembre 1919, réélu en 1924 et en 1928 il soutient la reconstruction des chemins de fer, des télécommunications et des bâtiments à loyer modéré qui sont ses anciens secteurs d’activité, ce qui lui vaut d’être qualifié de « profiteur de guerre » par ses détracteurs.
Une autre personnalité était Albert Lebrun, autre polytechnicien, originaire de Meurthe-et-Moselle et futur président de la République. Brièvement ministre de la Guerre en janvier 1913, puis commandant d'artillerie à Verdun en août 1914, ministre du Blocus et des régions libérées en 1918 et 1919 sous Clemenceau, et sénateur, représentant de la France à la Société des Nations de 1920 à 1932, président du conseil d'administration de l'Office national des mutilés et réformés de guerre, il contribue à la reconstruction, partisan résolu du remboursement de sa dette par l'Allemagne.

## Aménagement de la zone rouge
Cinq ans après l’armistice, la loi du 24 avril 1923 a permis de classer les sites restés « zone rouge » en deux catégories :
1. des terrains à conserver comme vestiges de guerre (fort de Douaumont, ossuaire, etc.) ;
2. des terrains confiés à l'Administration forestière pour être reboisés.

En 1927, près de dix ans après l’armistice, le tri des terrains, les formalités de rachat et de rétrocession à l'Administration forestière étant terminées, le reboisement pouvait être amorcé sur environ 130 000 ha à l'est de la Meuse, incluant le plateau de Douaumont. Mais ce n'est qu'en 1929, après deux années supplémentaires de nettoyage, drainage et terrassement qu’un reboisement méthodique a été entrepris à grande échelle avec des feuillus : acacia, aulne, frêne, sycomore, bouleau, peuplier, mais aussi des résineux : pin noir, épicéa, mélèze du Japon, pin sylvestre (1927 : plantation de résineux en zone rouge). C’est aujourd’hui que certains de ces arbres commencent à arriver à maturité.
Trois types de terrains peuvent être distingués :
1. surfaces provenant de terrains non boisés avant la guerre ;
2. surfaces occupées par d'anciens bois ;
3. surfaces marécageuses.

## Reboisements, forêts de guerre

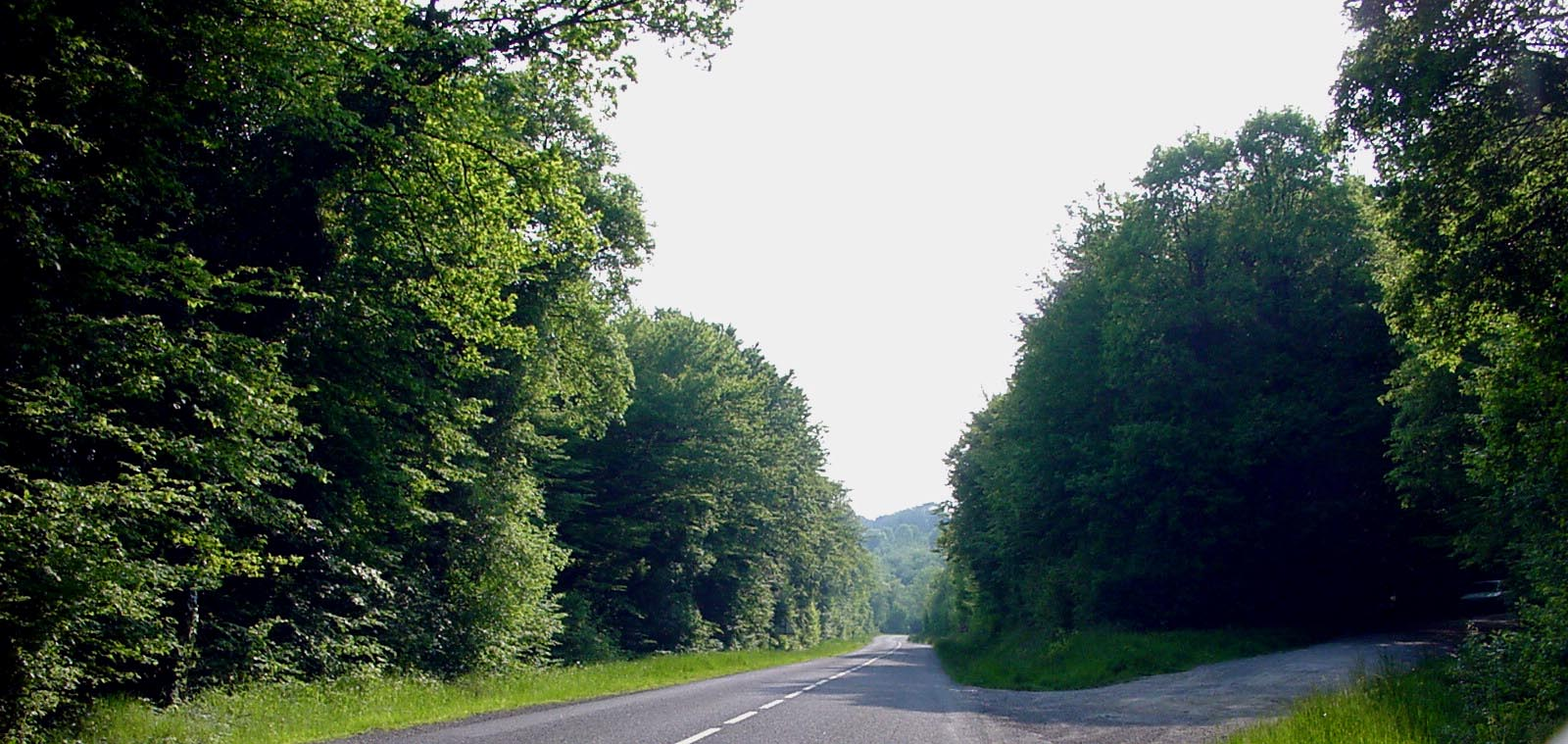
Actuelle forêt de Verdun, plantée en partie sur d'anciens champs et villages de la zone rouge.

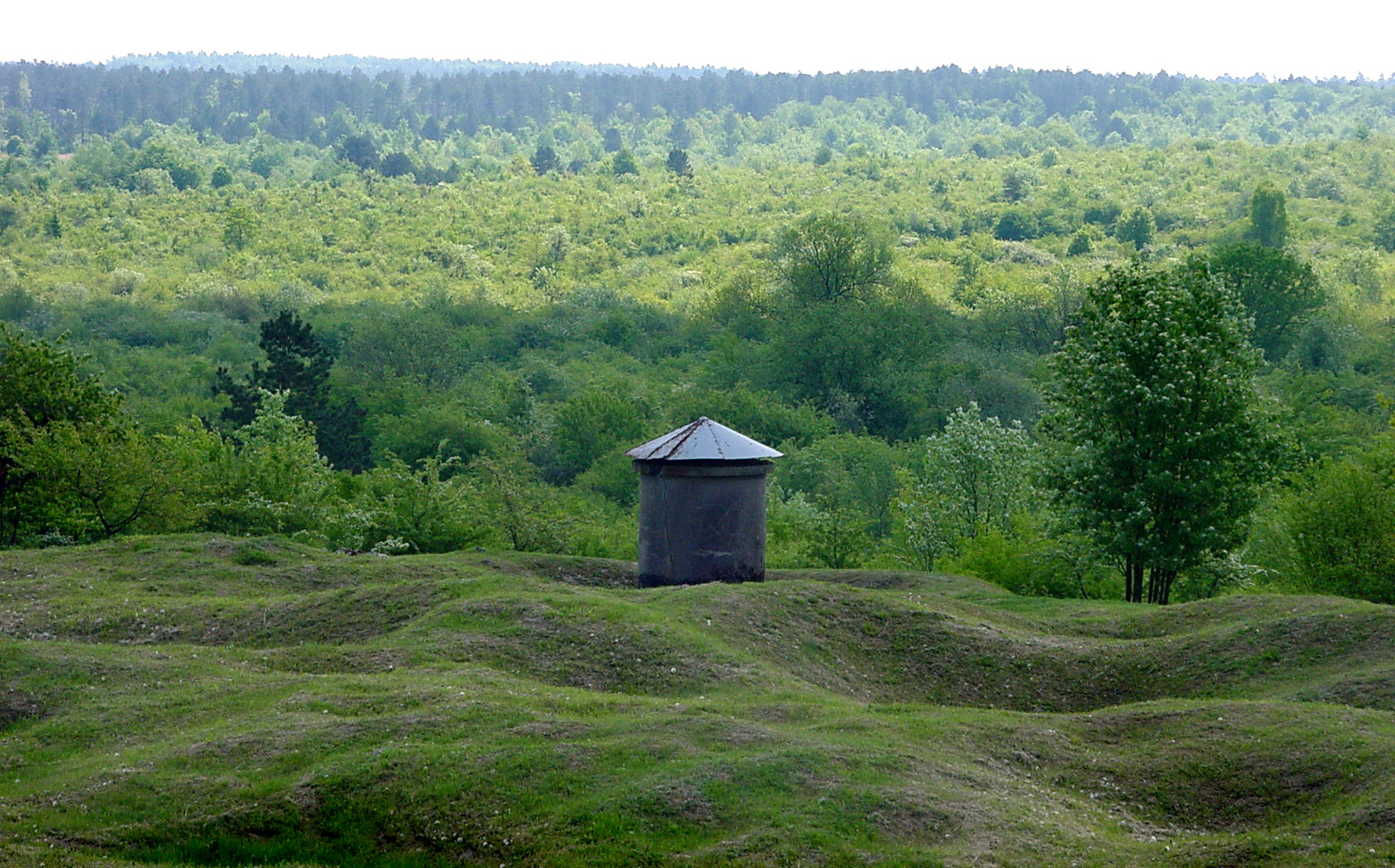
Au premier plan, vestiges conservés du sol tel qu'il était en 1918 et, au loin, l'actuelle forêt domaniale de Verdun.

En Picardie, dans la Somme, de nombreux sites ont été rendus à l’agriculture ou ont été boisés (« Forêt de guerre »). Nombre de boisements y sont restés privés, encore concernés par les risques liés aux munitions non-explosées.
À Vimy, sur les zones les plus dégradées par la guerre, une forêt a été plantée par les Français. Et sur la partie du site offert au Canada par la France (autour de l'actuel mémorial canadien de Vimy) ont été plantés des milliers de pins (un arbre par mort canadien comptabilisé). En 2005, une partie du site n’est toujours pas déminée et reste interdite au public.
Avant les violents combats de 1916, les massifs étaient essentiellement constitués de feuillus, sur des surfaces moins vastes. Ils cernaient dans la Meuse neuf communes détruites sur une superficie égale à environ un tiers de leur surface actuelle.
Le département de la Meuse a eu les lignes de front les plus développées (1/5 environ du front français), sur 120 km, dont plus de 60 km ont été creusés sous le couvert des arbres, avant que ceux-ci ne soient détruits par les pluies d’obus qui se sont abattues sur ces zones. Le travail de restauration des forêts y a été particulièrement important, difficile et long.

## Superficie initiale et évolution
Les superficies en zone rouge varient selon les départements, sur la base des estimations préfectorales des dommages.
À titre d'exemple, dans le seul département de la Marne, la superficie totale de la zone rouge (1/7 de la superficie totale en zone rouge en France) est de : 24 556 hectares, dont 2 185 pouvaient en 1921, selon le préfet de la Marne, être remis en état de culture (pour un coût estimé de  21 851 076 = 2 350 960 francs (valeur 1921). Dans ce département, le préfet a donc proposé le boisement de 84 % de la zone rouge, estimant que la « remise en état de culture » ne pouvait être envisagée que pour les communes de : Cormicy, Loivre, Courcy, Berméricourt, Minaucourt, Massiges, Fontaine-en-Dormois, Gratreuil, Rouvroy, Cernay-en-Dormois, Servon, Ville-sur-Tourbe, et Vienne-le-Château. Ailleurs, il propose de boiser 20 833 hectares de zones à fortes séquelles, pour un coût de 20 833 x 150 = 3 124 950 francs, en laissant 1 538 hectares « en l'état actuel » (comme vestiges de guerre et « emplacement de villages »).
En France, la zone rouge — au 6 avril 1919 — couvrait 178 511 ha (du littoral des départements du Nord et du Pas-de-Calais aux Vosges). En huit ans, plus de 70 % de cette surface (soit 129 611 ha) a été « désobusée », nettoyée et peu à peu déclassée pour être rendue à l’agriculture et à l’urbanisme. La zone rouge était finalement réduite à 48 820 ha le 1er janvier 1927.
Neuf villages détruits n’ont pas (ou très partiellement) été reconstruits. Des forêts artificielles y ont succédé aux champs, prés et pâtures.

## Séquelles liées aux munitions, aspects quantitatifs
Pour la seule bataille de Verdun, on sait que plus de 120 000 tonnes de munitions ont été acheminées rien que par la « voie sacrée » les premières semaines pour le côté français (pour un acheminement de 2 000 tonnes par jour en moyenne durant cette bataille).
Des munitions sont encore très présentes en surface : pour la préparation d’un mémorial aux soldats musulmans morts au champ de bataille, un simple déminage de surface près de l'ossuaire de Douaumont a mis au jour, durant l’hiver 2005-2006, 219 projectiles, bombes, obus ou grenades, sur seulement quelques dizaines de mètres carrés, ainsi que les ossements d'un soldat. À Vimy, près du mémorial canadien (sur une zone non déminée après 1918), ce sont  300 obus qui ont été trouvés dans les  15 premiers centimètres du sol lors d’un déminage expérimental. Le nombre et la répartition des obus non explosés (dont chimiques) enfouis à plus d’un mètre de profondeur n’ont jamais été estimés (selon les sources disponibles). On sait cependant, pour en avoir trouvé, que certains se sont enfoncés jusqu’à 15 mètres de profondeur. Les obus qui ont été collectés par centaines de milliers sur de nombreux sites de la zone rouge n’ont pas tous été démontés et vidés de leur contenu pour en récupérer les métaux. Nombre d’entre eux (chimiques et conventionnels), encore dans leurs caisses parfois, ont été transportés en train ou camion vers les ports littoraux de France pour — comme on l’a fait en Belgique et dans bien d’autres pays — être immergés. Certains ont déjà commencé à fuir, la corrosion étant plus rapide en mer que sur terre ou en eau douce.
Enjeux pour la santé : les métaux composant les obus et d’autres munitions ont peu d’impacts visibles sur la flore (sauf à des doses très élevées), mais ils sont parfois toxiques (à quelques microgrammes) pour les animaux, et ils peuvent être bio accumulés par la chaîne alimentaire. Des munitions conventionnelles (et chimiques), et déchets de guerre (explosifs…) peuvent pour longtemps (siècles et millénaires) polluer les sites, sols et sédiments de ces régions ou des lieux où ils ont été transportés. Les produits animaux et végétaux ou le sol issus des forêts de guerre sont potentiellement (avec certitude au moins localement ?) pollués par le plomb, l’arsenic, le mercure, ou d'autres métaux ainsi que par des composés chimiques.
La consommation de champignons, sangliers et autres gibiers, voire d'animaux d'élevage, ou d'aliments cuits au feu de bois (avec bois ayant absorbé du plomb ou d'autres toxiques), et dans certains cas via le bois déroulé (faible risque en raison des bois mitraillés destinés à d'autres usages), bois de feux pour boulangeries, pizzerias, et autres grillades au feu (+ charbon de bois pour barbecue, s'il y en a eu) pourrait être source d’intoxication. Une des origines du taux élevé de plomb des vins (première source de plomb dans l'alimentation des Français selon la conférence de consensus sur le saturnisme) reste mal expliquée. Le plomb désorbé du bois des tonneaux de chêne, pour partie provenant des retombées des guerres pourrait être une des causes.

## Défaut d’information
Sur Internet, le biogéographe Jean-Paul Amat est cité pour ses analyses sur les polémosylvofacies reliques de la guerre de 1914-1918. Son travail, très innovant, ne concerne cependant que le bouleversement physique des sols, et non les séquelles écotoxicologiques terrestres de ce conflit. Seules quelques analyses très ponctuellement faites par l’Office national des forêts (O.N.F.) et/ou des scientifiques spécialistes des sols ou des séquelles de guerre semblent exister, et uniquement depuis les années 1990. Quelques experts et personnalités ou journalistes ont plusieurs fois alerté sur le risque éco-toxicologique pour le secteur de Verdun et de la zone rouge, sans échos ni résultats très significatifs semble-t-il.
Il semble que les nouveaux propriétaires et usagers des sites de la zone rouge ou jaune n’aient jamais été avertis de tous les risques liés aux séquelles de guerre, dont une possible pollution différée par le mercure (bioconcentration des retombées de résidus de fulminate de mercure des millions d'obus tirés sur ce secteur, ou fuites à partir d’amorces enfouies dans le sol) et par le plomb (qui a été très utilisé en 1914-1918, notamment avec l’usage parfois intense des shrapnels).
Le manque de données relatives au désobusage aurait diverses explications dont le contexte d’urgence, d’économie informelle et de relatif désordre lié à la reconstruction. Bien qu’initié sous l’autorité des forces britanniques restées dans le Nord de la France, les civils, les ferrailleurs et les démineurs britanniques, nord-américains et français n’ont que rarement clairement coordonné leur travail, ne quantifiant et n’archivant qu’imparfaitement leurs opérations de destruction ou transports de munitions. De plus, à partir de février 1919, ces opérations dans le Nord semblent être subitement soumises à une censure si ce n’est au secret militaire. Ensuite il est possible qu’en 1939-1945, la France ait particulièrement bien protégé ses archives, par crainte que l’armée allemande ne se saisisse des stocks de munitions chimiques françaises ou du territoire. Toujours est-il que les archives du déminage sont particulièrement pauvres pour la période précédant 1950.

## La zone rouge aujourd’hui
Depuis à présent un siècle, elle se rappelle au souvenir des exploitants et de la première transformation du bois par les « bois mitraillés » qui ont perdu beaucoup de leur valeur. Les techniciens de l’ONF, les propriétaires privés et les démineurs en connaissent certains dangers. Quelques expositions commémoratives l’ont évoquée, mais sans jamais faire allusion aux séquelles écotoxicologiques pas plus que dans les Orientations régionales forestières (ORF), ou lors des groupes de travail de la Commission régionale de la forêt et des produits forestiers ou consacrés à l'éco-certification forestière. Les ORF et les directives régionales d'aménagement (DRA) de l'ONF n'invitent qu'à couper les bois mitraillés et à les remplacer par d'autres arbres. Les états des lieux dressés dans les années 2000 en application de la DCE (Directive cadre européenne sur l’eau) semblent avoir également omis d’étudier ces séquelles.
La zone rouge est par ailleurs oubliée d’une grande partie de la population, qui s'en souvient surtout par les villages-mémoire et les sites historiques visités. Ses paysages ont pourtant été transformés en quelques décennies : les photos du début 1914 montrent autour de Verdun, de Vimy ou dans la Somme de vastes paysages d’openfield, qu’on sait déboisés depuis le haut Moyen Âge parfois. Les quelques haies et petits bois épars étaient quasi exclusivement constitués de feuillus. Vingt ans plus tard, hormis sur les sites protégés du mémorial de Verdun à Fleury, sur l’ossuaire de Douaumont, et le fort de Douaumont ainsi que sur le champ de tir militaire qui s’étendent sur un axe nord-sud, de vastes forêts domaniales, artificiellement plantées, encadrent la vallée de la Meuse. La Champagne-Ardenne, en dépit des grands défrichements de résineux des années 1950-1970 en Champagne crayeuse est passée de 566 000 ha de forêt en 1878 à 660 000 en un peu plus d'un siècle, soit un gain de près de 100 000 ha, concentrés dans l’Argonne aujourd'hui boisée à 52 % et l’Ardenne primaire boisée à 68 % (12 % de résineux dans les forêts de production). Deux Parcs naturels régionaux (PNR) ont été créés incluant les massifs boisés de la Montagne de Reims et de la Forêt d’Orient.
À Vimy et en quelques lieux en Picardie, la forêt s'est également étendue, mais avec des surfaces boisées beaucoup moindres et plus éclatées. Toutes les forêts de guerre ne sont cependant pas publiques ; les zones bouleversées de Saint-Mihiel ou d’Ailly-sur-Meuse sont pour partie aujourd’hui couvertes de forêts privées. Les grands massifs comme de nombreux petits et grands bois privés du Nord et de l’Est la France portent encore traces de ce conflit, sans que les plans simples de gestion ou les actions de certification forestière ne tiennent compte des aspects écotoxicologiques et de la possible contamination du bois, des champignons ou du gibier par des toxiques issus de la guerre.
Toutes les forêts de l'ancienne zone rouge ne sont pas pérennes ; en Champagne crayeuse, 170 000 ha de pinèdes de qualité médiocre ont été coupées dans les années 1950-1960 pour « rendre » le sol à l'agriculture afin d'y produire du blé, des betteraves et pommes de terre ou luzerne (avec une productivité parmi les plus élevées au monde, mais à grand renfort d'engrais et pesticides[réf. nécessaire]). Les surfaces de vignoble ont également doublé dans cette région dans les années 1970 et 1980. L'élevage continue en Haute-Marne et dans les Ardennes.

## Conclusion
Ce n’est qu’à la fin du XXe siècle que l’Organisation des Nations unies a commencé à évoquer et étudier les séquelles environnementales de conflits récents (guerres du Golfe, Kosovo, etc.). Pourtant, tous les conflits importants du XXe siècle, et particulièrement la première guerre industrielle et totale, celle de 1914-1918, ont profondément et pour longtemps marqué l’environnement. Cette question reste peu étudiée par l’Histoire.
Concernant les impacts différés, depuis les années 2000, le problème des munitions immergées en mer est évoqué, mais les aspects santé-environnement restent quasiment non abordés dans les milliers de sources relatives à la Der des Der concernant l’ancienne zone rouge.
Hormis très brièvement à la suite de quelques accidents ou spectaculaires découvertes inopinées, ou lors de transports de munitions dégradées (comme celles de Vimy), les alertes des écologues et écotoxicologues semblent peu suivies d’effets. Les études scientifiques concernant les séquelles environnementales des munitions encore présentes sur la zone rouge qui les a concentrées sont inaccessibles, rares, isolées ou très incomplètes. Elles sont le fait d’initiatives de quelques stagiaires, étudiants, enseignants ou individus motivés ou, s’ils existent, il s’agit de documents classifiés inaccessibles pour le public.
L’aspect environnemental des séquelles de guerre reste curieusement éludé par les historiens de la période, suscitant même parfois des réactions de déni. Ceci vaut aussi pour les séquelles différées dans l’espace et le temps, là où des millions d’obus ont été transportés pour être démantelés ou immergés.
La France - malgré les injonctions de la Commission OSPAR et de la Commission européenne - n’a déclassifié ses premières données officielles sur l’immersion sous-marine qu’avec cinq ans de retard, mi-2005, bien qu’étant le pays le plus touché par les séquelles de guerre pour la période 1914-1918. Elle n’a évoqué ce problème qu’après l’Allemagne, la Belgique ou le Royaume-Uni, et bien plus discrètement.
Sur les territoires de l’ancienne zone rouge, mais aussi là où ont été exportées, immergées ou traitées les munitions non explosées récupérées sur cette zone, persiste un risque durable, non quantifié ni qualifié, et non géré d’exposition individuelle ou collective à des métaux toxiques même à faible dose. Ce risque n’a pas été porté à la connaissance du public et des élus locaux.
Faut-il voir une explication dans une volonté collective et inconsciente d’oubli, tant les horreurs de cette guerre ont été difficiles à la fois à dire et à « oublier »… en particulier les gaz chimiques qui ont traumatisé l'opinion au point qu’aucun des belligérants d’Europe ou d’Amérique du Nord n’a osé utiliser lors de la Seconde Guerre mondiale les stocks considérables accumulés depuis 1918, leur préférant même l’arme atomique.
Toujours est-il qu’avec le temps les munitions se corrodent et le risque de graves contaminations augmente. Et aux munitions oubliées s’ajoutent celles qui ont été fabriquées et stockées dans la seconde moitié du XXe siècle, que la plupart des pays se sont engagés à détruire avant 2007, objectif qui ne semble pas pouvoir être atteint étant donné la faiblesse des moyens qui lui sont alloués.
Enfin, la zone rouge n’est pas la seule à avoir subi les séquelles environnementales. D’autres départements, d’autres pays (dont Belgique, Allemagne et territoires colonisés) subissent encore les conséquences des millions de munitions ayant été abandonnées, immergées ou traitées sans précautions pour l’environnement. Dans le Sud de la France, des obus chimiques ont été démilitarisés sans que l’on sache avec quels effets, des munitions ont été immergées (lac d'Avrillé, gouffre de Jardel), et des pollutions relictuelles peuvent exister dans des lieux inattendus. La zone rouge a des séquelles différées pour l’avenir, avec les munitions immergées, ce qui a fait dire à certains[Qui ?] que la Der des Der n’est pas finie[réf. nécessaire].

### Cartographies
- (en) Carte du front-ouest en 1918.
- « Cartes des régions dévastées » éditées en 1920. Ce diaporama présente les cartes des zones d'Amiens, Bar-le-Duc, Cambrai, Châlons, Commercy, Douai, Laon, Metz, Montdidier, Reims, Rethel, Soissons et Verdun. (IGN & Mission du centenaire de la Première Guerre mondiale).